# Shari (rivière)
Pour les articles homonymes, voir Shari (homonymie).
La rivière Shari, anciennement écrit Chari, est un affluent de la rivière Ituri, qui passe à proximité de la ville de Bunia. C'est un sous-affluent du fleuve Congo.